# La Revoltosa
La Revoltosa es un sainete lírico de un acto, con libreto de José López Silva y Carlos Fernández Shaw, y música compuesta por el maestro Ruperto Chapí. Fue representada por primera vez el 25 de noviembre de 1897 en el teatro Apolo de Madrid. Fue dirigida por Ruperto Chapí.
Considerada junto con La verbena de la Paloma como una de las obras cumbre del género chico, es una de las piezas fundamentales en donde se aprecia la maestría del libreto y de la música.
El libreto es un fiel reflejo de los ambientes vecinales de finales del siglo XIX, haciendo un fiel retrato de tipos y situaciones, debido a dos grandes expertos libretistas, José López Silva y Carlos Fernández Shaw, que trasladan a la escena todo el sentir y la realidad del Madrid de esos años.
La música es uno de los elementos más valorados de este sainete. Ruperto Chapí crea una verdadera obra sinfónica y popular que cautiva desde las primeras notas de su preludio, creando una partitura en la que lo culto y lo popular se dan la mano como nunca.

## Argumento
La obra se desarrolla en un patio de vecinos de Madrid en la época del estreno.
Felipe, uno de los vecinos del patio, presume de ser el único que resiste los encantos de Mari Pepa; sin embargo está totalmente enamorado de ella. Igualmente, Mari Pepa siente celos cuando ve a Felipe con dos chulapas, y aunque ambos están enamorados mutuamente, simulan un desprecio que no sienten.
Un día, todos los vecinos se van a la verbena, quedándose solos Mari Pepa y Felipe, que vuelven a tirarse pullas hasta que finalmente reconocen su amor. Sin embargo, su pasión no les dura demasiado, ya que poco después Felipe le reprocha a Mari Pepa mirar a otros hombres y esto les lleva a una discusión, algo que se vuelve frecuente en su relación a partir de ese momento. Aun así, mantienen todo el asunto en secreto.
Las vecinas, hartas del comportamiento de sus maridos hacia Mari Pepa, deciden escarmentarlos. Para ello les hacen creer que Mari Pepa los ha citado. Cada uno les suelta una excusa para poder dejar la fiesta y quedarse solo para encontrarse con Mari Pepa, y las mujeres, actuando como si no supieran nada, les dan su permiso para marcharse, siguiéndoles después para descubrirlos en el último momento. Finalmente, después de descubrirse el engaño, Felipe confiesa su amor ante toda la vecindad y Mari Pepa se arroja definitivamente a sus brazos.

## Números musicales
- Acto único
  - Preludio
  - Introducción, coro y seguidillas: "Al pie de tu ventana"
  - Cuarteto: "Olé, Olé, requeteolé"
  - Coro: "Olé los niños con esbeltez"
  - Guajira: "Cuando clava mi moreno"
  - Dúo de Felipe y Mari Pepa: "Por qué de mis ojos"
  - Escena: "No hay nadie dentro"
  - Final

## Orquestación
El compositor requiere una orquesta formada por: dos flautas (la segunda cambia al flautín), un oboe, dos clarinetes (en La y Si bemol), un fagot, dos trompas, dos trompetas, tres trombones, timbal, platillos, caja, bombo, triángulo, guitarra (interviene solamente en el número uno) y cuerdas.

## Personajes principales
- Felipe, vecino del patio y admirador de Mari Pepa (tenor o barítono)
- Atenedoro, vecino y enamorado de Mari Pepa (actor)
- Tiberio, vecino y enamorado de Mari Pepa (actor)
- Cándido, vecino enamorado de Mari Pepa (actor)
- Candelas, encargado de la finca, enamorado de Mari Pepa (actor)
- Mari Pepa, planchadora conocida como "la revoltosa" (soprano o mezzosoprano)
- Gorgonia, esposa de Cándido (actriz)
- Encarna, esposa de Tiberio (actriz)
- Soledad, novia de Atenedoro (actriz)
- Chupitos, aprendiz de Cándido (actriz)

## Elenco original
- Felipe (Emilio Mesejo)
- Mari Pepa (Isabel Brú)
- Gorgonia (Pilar Vidal)
- Soledad (Luisa Campos)
- Encarna (Matilde Zapater)
- Señor Candelas (José Mesejo)
- Atenedoro (José Ontiveros)
- Cándido (Emilio Carreras)
- Tiberio (Eliseo San Juan)

## Adaptación al cine
Ha tenido varias adaptaciones al cine: En 1925, dirigida por Florián Rey con Josefina Tapias en el papel de Mari Pepa y Juan de Orduña en el de Felipe; una segunda en 1949, dirigida por José Díaz Morales y Carmen Sevilla y Tony Leblanc en los papeles protagonistas; en 1963, nuevamente dirigida por José Díaz Morales y con Teresa Lorca y Germán Cobos como protagonistas; finalmente, en 1969 Juan de Orduña dirigió la última versión de esta zarzuela bajo la dirección musical de Federico Moreno Torroba y con el siguiente reparto:
| Personaje | Intérpretes       | Intérpretes         |
| Personaje | Actor / Actriz    | Cantante            |
| Felipe    | José Moreno       | Luis Sagi-Vela      |
| Mari Pepa | Elisa Ramírez     | Isabel Rivas        |
| Tiberio   | José Sacristán    | Luis Frutos         |
| Atenedoro | Antonio Durán     | Enrique del Portal  |
| Cándido   | Antonio Casal     | Tino Pardo          |
| Gorgonia  | María Luisa Ponte | Rosa Sarmiento      |
| Encarna   | Mónica Randall    | Matilde Garcés      |
| Soledad   | Marisa Paredes    | Mari Carmen Ramírez |